# Marco Rota
Marco Rota (Milan, 18 septembre 1942) est un dessinateur de bandes dessinées Disney.
Son style de dessin est à ses débuts très proche de celui de Carl Barks.

## Biographie
Marco Rota est connu pour la série des Mac Paperin (Andold McDuck en Anglais et MacDanold en français), un ancêtre écossais de Donald. Ces aventures sont parfois comparées à celles d'Astérix, car Donald y est accompagné d'un énorme et sympathique écossas, Piccolo Karck en italien (P'tit Crack en français), et doit repousser les vikings qui arrivent le plus souvent par la côte.
Marco Rota est également un auteur de bandes dessinées érotiques (Justine).